# Каменица (Сяр)
Вижте пояснителната страница за други значения на Каменица.
Каменица (на гръцки: Καμενίτσα или Καμενίκια, Каменикия) е традиционна западна махала на македонския град Сяр (Серес), Егейска Македония, Гърция. В Каменица е разположено часто от богатото архитектурно и художествено наследство на град Сяр. В махалата са разположени големи, традиционни къщи, забележителни с красивата си архитектура, както и църкви и джамии, като някои от тях датират от XIV до XIX век. Каменица се разделя на Горна Каменица (Ανω Καμενίκια) и на Долна Каменица (Κάτω Καμενίκια). По време на османското владичество Долна Каменица се нарича и Християнска Каменица (Κριστιάν, Χριστιανική Καμενίκια).

## История
Първото българско училище в Сяр е открито в 1871 година от старозагореца Стефан Салгънджиев, изпратен от Солунската българска община. В изключително трудна обстановка с подкрепата на солунския валия Мехмед Акиф паша Арнавуд и с помощта на Илия Касъров от Копривщица и Златан Миленков от Христос успява да разкрие училище в къщата на Хаджи Аргир в Горна Каменица. В 1873 година Салгънджиев мести българското училище във Вароша.
В 1875 година Сярската българска община открива и български параклис в махалата Долна Каменица в къщата на Илия Забитов с помощта на серския мютесариф Хайдар паша и валията Мехмед Акиф паша Арнавуд. В параклиса служат свещениците Георги Петров и Ангел Константинов от Зарово, Йона Маджаров от Негован, който свещенодействал три години, а на четвъртата параклисът е затворен.
В Каменица се помещава за кратко просъществувалото Сярско девическо училище, което в 1898 – 1899 година е преместено от крайната махала Каменица във Вароша.
В 1900 година османските власти забраняват да се ходи на българското гробище в Горна Каменица, за да не се дразнят местните гърци.